# Famille pontificale
Au Moyen Âge et à l'époque moderne, on appelle Famille pontificale (en latin familia papæ) l'ensemble des clercs et laïcs, membres de la Curie romaine, chargés du service personnel du pape. Elle ne doit pas être confondue avec les parents du pape.
Elle se forme à la fin du XIe siècle, quand la Curie commence à prendre de l'ampleur et à s'organiser. Formellement, les familiers (familiares) sont nommés par le pape : dès le XIIe siècle, ils reçoivent des lettres patentes de familiarité. Celle-ci leur permet de percevoir un droit de subsistance (d'abord une ration de vivres puis des gages dès le XIVe siècle) auprès de la Chambre apostolique et donne droit à de nombreux privilèges, comme :
- la gratuité de délivrance des bulles ;
- la collation gratuite des bénéfices ecclésiastiques, pour les clercs ;
- un loyer préférentiel à l'époque des papes d'Avignon.

La familiarité et les privilèges attenants cessent lors de la mort du pape qui l'a conférée.
Actuellement, la Famille pontificale désigne également les membres du clergé catholique portant le titre honorifique de "Monseigneur" sans pour autant être revêtus de la dignité épiscopale. 
Ils peuvent être « chapelains de Sa Sainteté » (le titre inférieur), prélats d’honneur (le titre plus courant) ou protonotaires apostoliques de numero ou surnuméraires (le titre supérieur). 